# Bahía Almirantazgo
La bahía Almirantazgo o bahía Lasserre es una bahía irregular de 8 km de ancho en su entrada, entre punta Demay y Martins Head, que se interna en la costa sur de la isla Rey Jorge o isla 25 de Mayo por 16 km, isla perteneciente a las islas Shetland del Sur en la Antártida. La bahía se abre hacia el estrecho de Bransfield (o mar de a Flota).
El nombre en inglés Admiralty Bay aparece en un mapa de 1822 del cazador de focas británico George Powell, quien realizó una expedición al área en el barco Dove, y que luego se extendió al uso internacional con traducción al español como bahía Almirantazgo. El nombre bahía Lasserre es el utilizado en Argentina.

## Descripción
La bahía tiene tres fiordos llamados ensenada Ezcurra, ensenada Martel, ensenada Mackellar, los dos últimos separados por la península Keller. Es considerada uno de los mejores lugares de anclaje de las Shetland del Sur. A ambos lados de la entrada a la bahía se hallan el domo Varsovia al oeste, y el domo Cracovia al este sobre la península Cracovia. Dentro de la ensenada Ezcurra se halla la isla Dufayel.

## Área protegida
En 2006 la bahía ha sido designada como Zona Antártica Especialmente Administrada (ZAEA-1 Bahía del Almirantazgo (Bahía Lasserre), Isla Rey Jorge (Isla 25 de Mayo)). El área comprende 409,54 km² y fue propuesta por Brasil, Ecuador, Perú, Polonia, y Estados Unidos. Incluye un sector de 18,04 km² designado en 1979 a propuesta de Polonia como SEIC-8, que en 2002 pasó a llamarse ZAEP-128 Costa Occidental de la Bahía Laserre, Isla 25 de Mayo, Islas Shetland del Sur.

## Bases y refugios

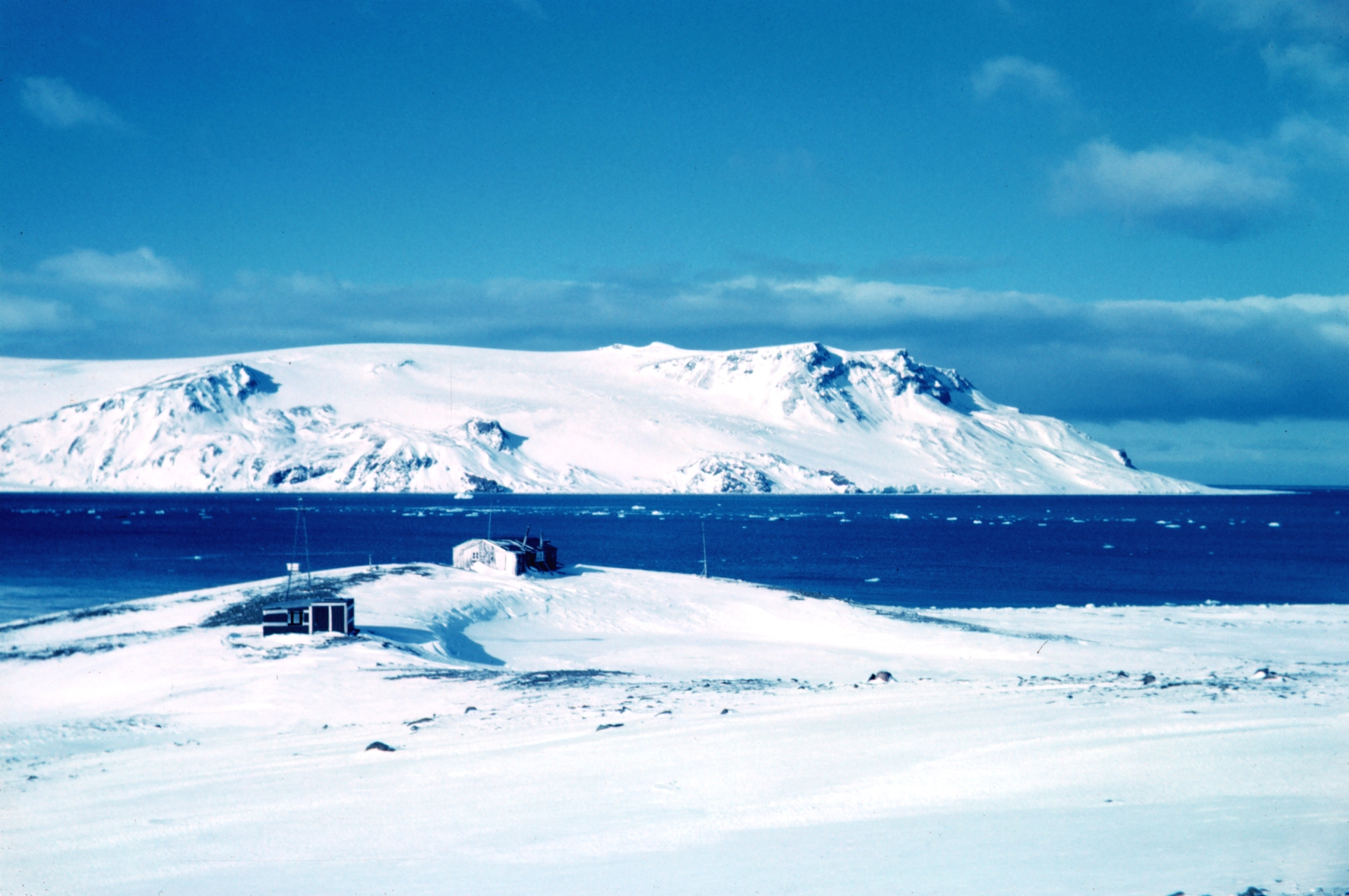
Vista de la Base G.

La primera instalación moderna en la isla fue la Base G o Bahía Almirantazgo (Station G — Admiralty Bay) del Reino Unido, inaugurada el 18 de enero de 1947 en la ensenada Martel de la península Keller (62°05′S 58°25′O / -62.083, -58.417). Los dos primeros edificios de la base fueron inaugurados el 18 de enero de 1947, permaneciendo ocupados hasta el 23 de marzo de 1947. Volvió a ocuparse en enero de 1948 y otra cabaña fue erigida el 14 de febrero de ese año, pero en 1950 se la trasladó a la Base H en las Orcadas del Sur. El 19 de enero de 1961 la base fue cerrada y sus restos fueron retirados por la base brasileña Ferraz entre julio de 1995 y febrero de 1996, permaneciendo solo los cimientos de hormigón.
La Armada Argentina inauguró el Refugio Ensenada Martel en la ensenada Martel el 30 de diciembre de 1947.
La Base Henryk Arctowski (62°09′41″S 58°28′10″O / -62.16139, -58.46944) de Polonia está situada en las costas de la bahía en la punta Rakusa y fue inaugurada el 26 de febrero de 1977. La Estación Antártica Comandante Ferraz (62°08′00″S 58°23′28″O / -62.13333, -58.39111) de Brasil está en la península Keller en el lugar de la Base G, y fue inaugurada el 6 de febrero de 1984. En la madrugada del 25 de febrero de 2012 la base fue destruida por un incendio tras una explosión que dejó dos investigadores muertos. Tras su reconstrucción volvió a funcionar en marzo de 2014.
La Base Machu Picchu (62°05′29″S 58°28′16″O / -62.09139, -58.47111) del Perú está en la ensenada Mackellar y fue inaugurada en 1989.
Estados Unidos mantiene en la bahía Almirantazgo la pequeña Base Copacabana (Copacabana Field Station / Captain Pieter J. Lenie Field Station) (62°10′00″S 58°28′00″O / -62.16667, -58.46667), con capacidad para 5 personas.
El Refugio República del Ecuador de Ecuador fue inaugurado en 1988 en punta Hennequin de la bahía Almirantazgo. El Campamento Giacomo Bove fue establecido en 1976 por Italia en la ensenada Ezcurra, junto a sus ruinas está el Refugio Valle Italiano 62°09′41″S 58°28′10″O / -62.16139, -58.46944 de Polonia, con capacidad para 2 personas.